# Altfraunhofen
Altfraunhofen település Németországban, azon belül Bajorországban. Lakosainak száma 2559 fő (2023. december 31.). Altfraunhofen Geisenhausen, Baierbach, Vilsheim és Kumhausen községekkel határos.

## Népesség
A település népessége az elmúlt években az alábbi módon változott:
| Lakosok száma | 1086 | 1623 | 1217 | 1363 | 2141 | 2206 | 2383 | 2378 | 2508 | 2559 |
|               | 1875 | 1950 | 1975 | 1987 | 2012 | 2014 | 2016 | 2017 | 2021 | 2023 |